# Mesocapnia ogotoruka
Mesocapnia ogotoruka är en bäcksländeart som först beskrevs av Jewett 1964.  Mesocapnia ogotoruka ingår i släktet Mesocapnia och familjen småbäcksländor. Inga underarter finns listade i Catalogue of Life.